# Mike Mussina
Michael Cole « Mike » Mussina (né le 8 décembre 1968 à Williamsport, Pennsylvanie, États-Unis) est un ancien lanceur droitier de la Ligue majeure de baseball qui a joué 10 saisons avec les Orioles de Baltimore et 8 saisons avec les Yankees de New York.

## Carrière

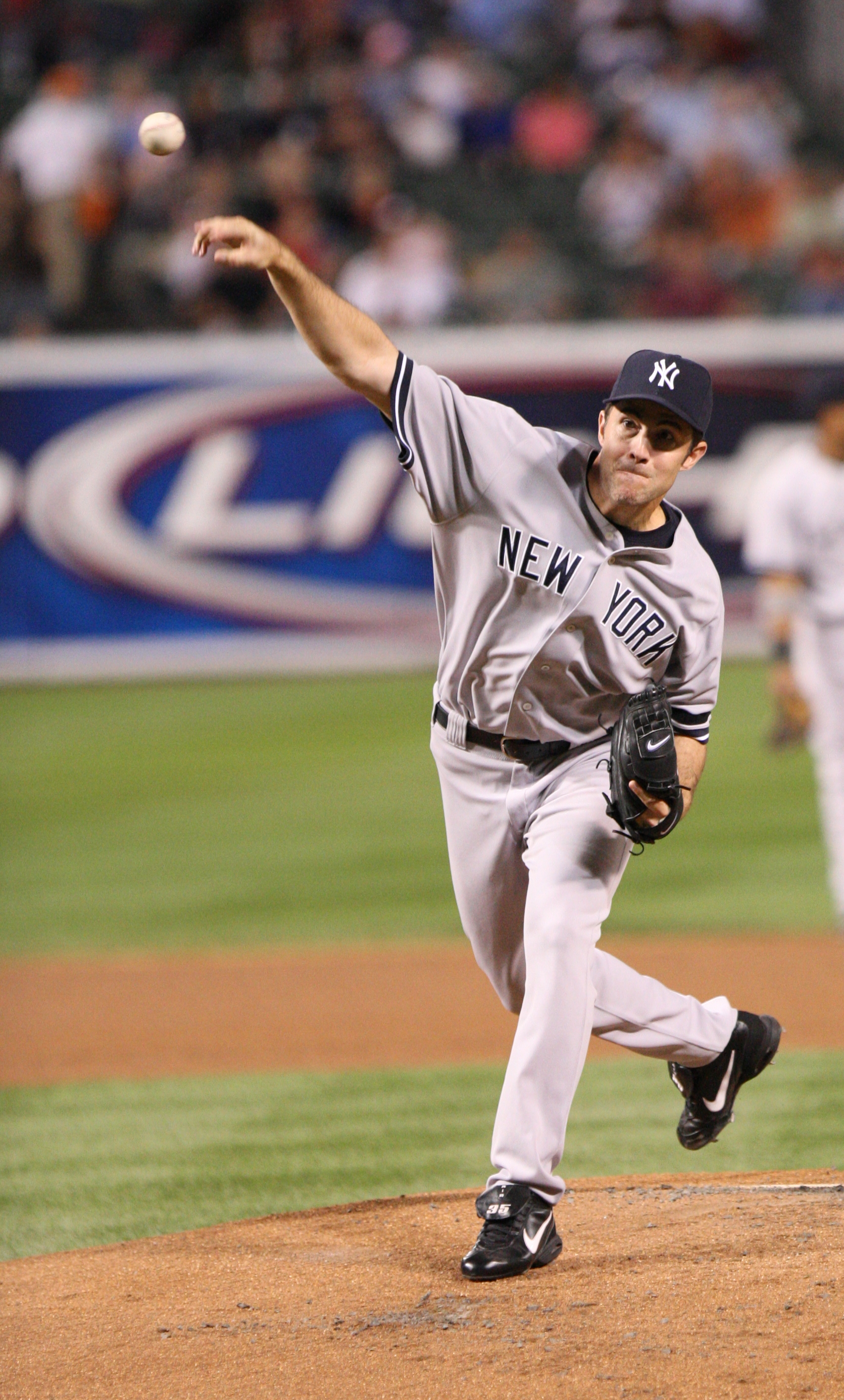
Mike Mussina au monticule en septembre 2007 pour les Yankees.

Pendant sa carrière, Mussina a gagné 7 Gants dorés pour le meilleur lanceur défensif de la Ligue américaine (1996, 1997, 1998, 1999, 2001, 2003, 2008) et a été sélectionné 5 fois sur l'équipe d'étoiles (1992, 1993, 1994, 1997, 1999).
Il est classé 19e pour les retraits sur des prises avec 2813, mais n'a jamais mené la ligue. Lanceur au contrôle exceptionnel, son ratio en carrière de 3,583 retraits sur des prises par but-sur-balles était après la saison 2013 le 15e meilleur de l'histoire.
Au moment de sa retraite après la saison 2008, il était classé 33e pour les victoires avec 270. Il a mené la Ligue américaine en 1995 avec 19 parties gagnées.  Il a connu 17 saisons de 10 victoires ou plus, un exploit seulement accompli par Greg Maddux, Warren Spahn, Cy Young, Don Sutton et Steve Carlton, tous membres du Temple de la renommée du baseball. Il a fait 22 apparitions dans les séries éliminatoires et n'a gagné que 7 parties pour 8 perdues. Pourtant, sa moyenne de points mérités est meilleure dans les séries éliminatoires en comparaison avec la saison régulière. 
Mussina est classé deuxième dans l'histoire du baseball avec 498 apparitions d'affilée comme lanceur partant, sans être utilisé en relève.[réf. nécessaire]
Mussina ne réussit pas de match parfait, un exploit très rare, dans sa carrière, mais passe extrêmement près à plus d'une reprise. Le cas le plus mémorable est son match du 2 septembre 2001 contre les Red Sox de Boston, alors qu'il retire les 26 premiers frappeurs adverses avant d'accorder un coup sûr à Carl Everett, ratant une performance parfaite par une prise. Le 30 mai 1997, il retire les 25 premiers frappeurs des Indians de Cleveland pour rater le match parfait par deux retraits et le 4 août 1998, il retire les 23 premiers frappeurs des Tigers de Détroit.
Il a participé à la Série mondiale une fois, en 2003, mais n'a jamais fait partie d'une équipe championne.
Mike Mussina a joué toutes ses saisons dans la Ligue américaine, où l'usage du frappeur désigné est répandu, et n'a donc enregistré que 47 présences au bâton. Il a frappé 8 coups sûrs (7 simples et un double), pour une moyenne au bâton de ,170.
Le lanceur annonce sa retraite le 20 novembre 2008.
Mussina est éligible depuis 2014 à l'élection au Temple de la renommée du baseball. Sa candidature décolle lentement : alors qu'un joueur doit être choisi au minimum par 75 pour cent des membres de l'Association des chroniqueurs de baseball d'Amérique, il est plébiscité par 20,3 % d'entre eux la première année et 24,6 % en 2015. En 2016, il est le joueur qui fait le plus de gains sur les bulletins de vote, recevant 43 % d'appuis à sa 3e année d'éligibilité.
Le 25 août 2012, il est intronisé au Temple de la renommée des Orioles de Baltimore et honoré lors d'une cérémonie au Camden Yards.